# Üsküp, Kırklareli
Üsküp là một thị trấn thuộc huyện Kırklareli, tỉnh Kırklareli, Thổ Nhĩ Kỳ. Dân số thời điểm năm 2011 là 2.272 người.